# Mercedes-Benz Classe M
Pour les articles homonymes, voir Classe M.
Pour un article plus général, voir Liste des véhicules Mercedes-Benz.
La Classe M (ou ML) est un SUV (Sport Utility Vehicle) conçu et produit par le constructeur automobile allemand Mercedes-Benz de 1997 à 2015.

## Historique
La Classe M de Mercedes-Benz, se décline en trois générations qui ont reçu un restylage chacun. La Classe M n'a aucun précurseur hormis les prototypes et concepts-cars.

### Résumé de la Classe M
| Générations        | Production | Dérivés de chez Mercedes-Benz | Modèles similaires                                                               |
| ------------------ | ---------- | ----------------------------- | -------------------------------------------------------------------------------- |
| W163 (1997 - 2005) |            | Aucun                         | Audi Q7 ; BMW X5 (E53) ; Porsche Cayenne (955) ; Volkswagen Touareg ; Volvo XC90 |
| W164 (2005 - 2011) |            |                               | Audi Q7 ; BMW X5 (E70) ; Porsche Cayenne (957) ; Volkswagen Touareg ; Volvo XC90 |
| W166 (2011 - 2015) |            | Type 166 (GLE)                | Audi Q7 ; BMW X5 (F15) ; Porsche Cayenne (958) ; Volkswagen Touareg ; Volvo XC90 |

### Avant la Classe M

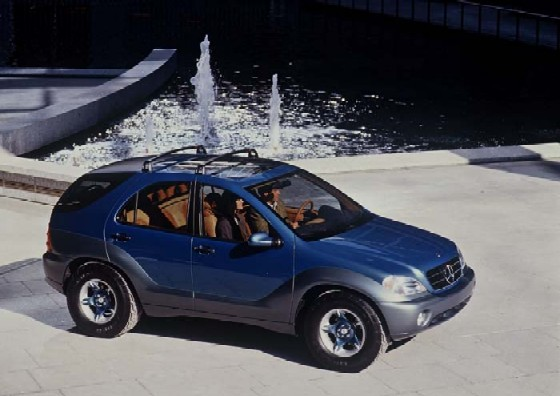
AA Vision.

- Mercedes-Benz AA Vision : concept-car de SUV présenté en 1996.

## 1regénération - Type 163(1997 - 2005)
Le Mercedes-Benz Classe M Type 163 a été produit de 1997 à 2005 et fut restylé en 2001. Il a pour particularité d'être le premier SUV de la marque et le premier des cinq allemands (Audi Q7, BMW X5, Porsche Cayenne et Volkswagen Touareg) à intégrer le marché des SUV en Europe.

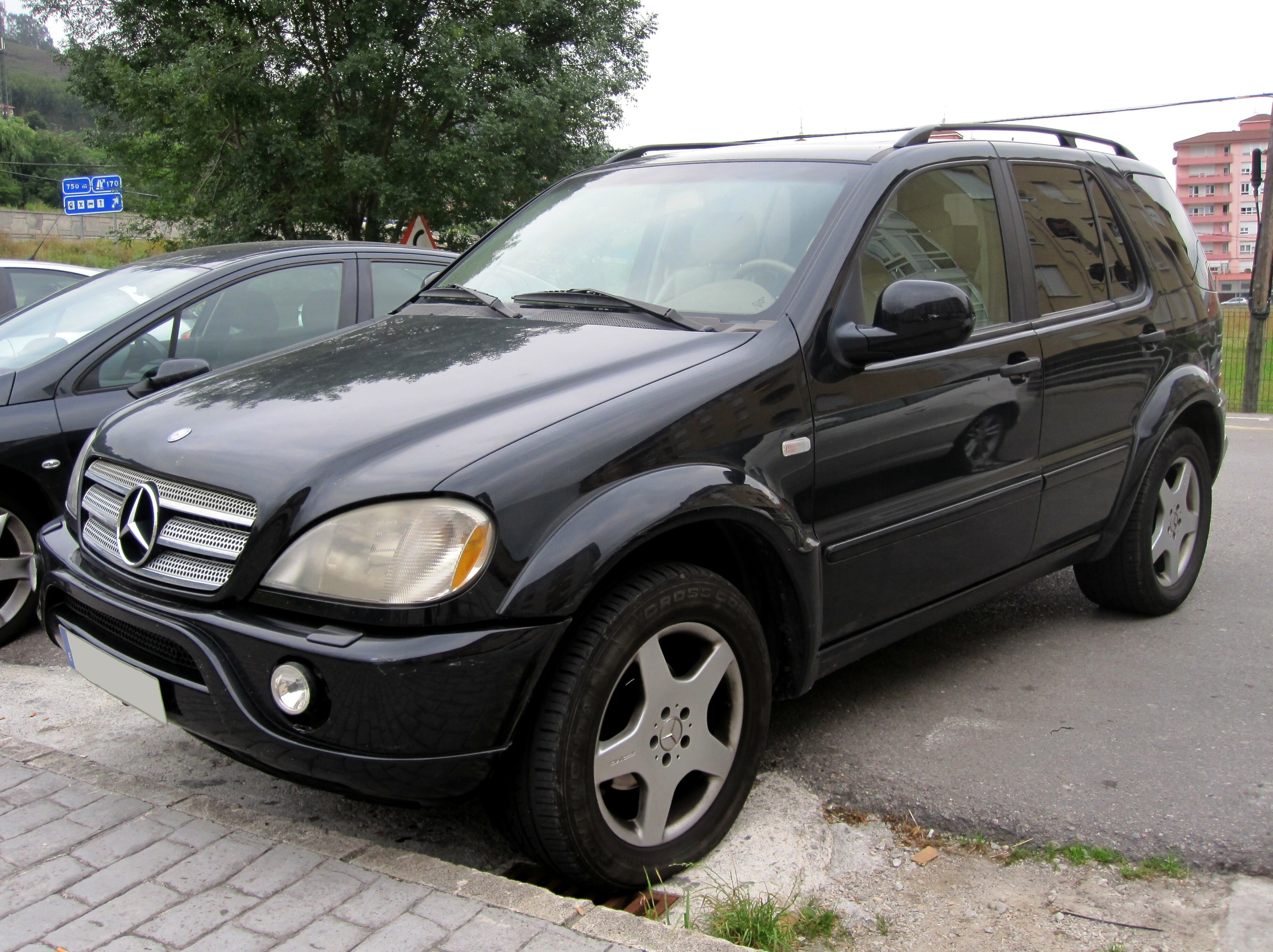
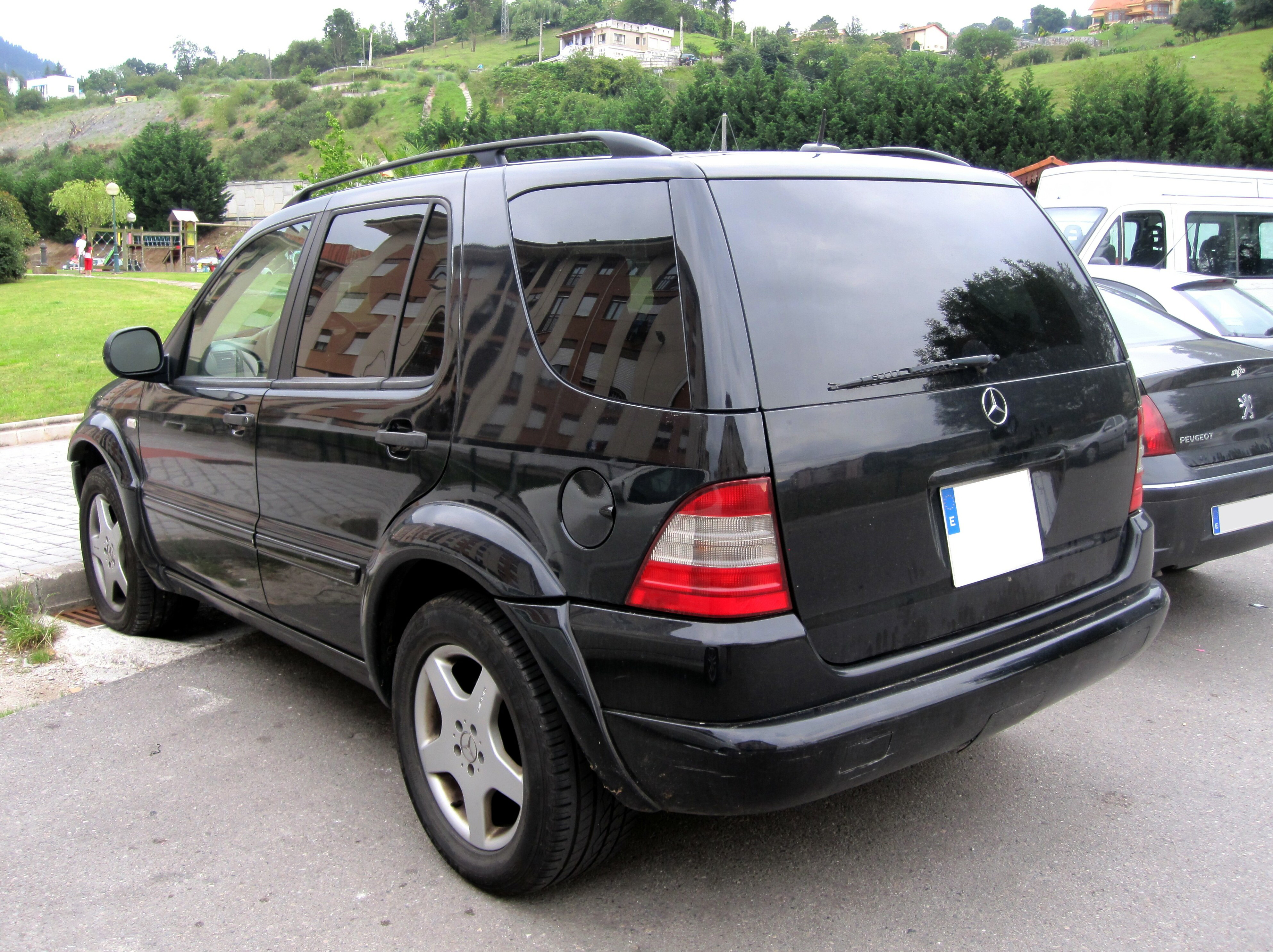

### Phase I
Il fut produit de 1997 à 2001.

### Phase II
Il fut produit de 2001 à 2005.

Il introduit les modifications esthétiques suivantes : 
- pour l'avant, le pare-chocs et les optiques ont été redessinés ;
- pour l'arrière, le pare-chocs ainsi que le hayon de coffre ont été modifiés ;
- les rétroviseurs seront également modifiés.

### Versions spécifiques

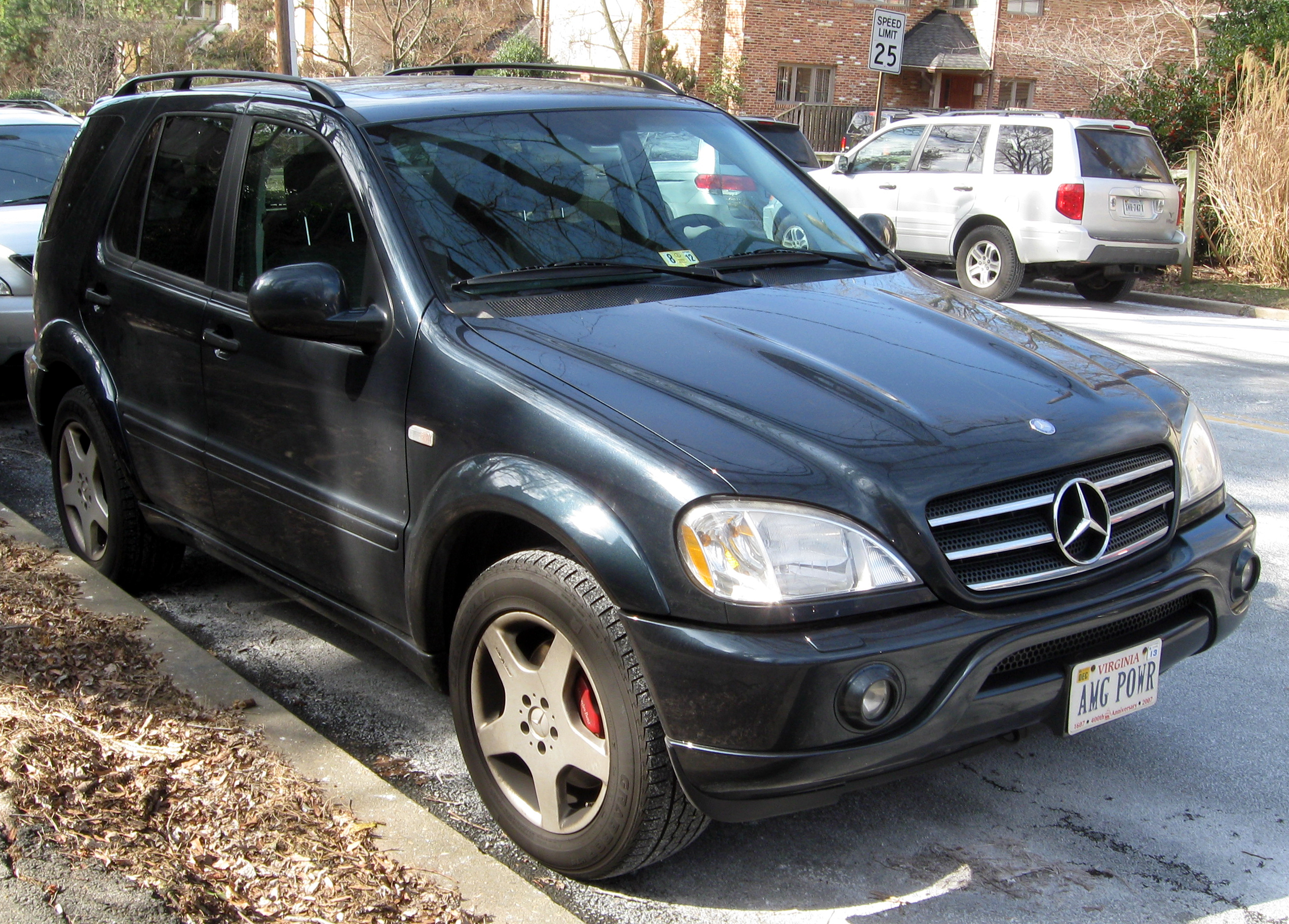
ML 55 AMG.

- W163 - AMG : version sportive de la Classe M.

## 2egénération - Type 164(2005 - 2011)
Le Mercedes-Benz Classe M Type 164 a été produit de 2005 à 2011, après une première génération ayant atteint 9 ans d'existence. Il fut restylé en 2008. Le Classe M de deuxième génération offre un design plus moderne et sportif. Ses dimensions en longueur et largeur sont revues à la hausse. Des nouveaux moteurs apparaissent également (sauf pour le V8) et il profite surtout d'un châssis monocoque. Le premier Classe M était en effet bâtit sur un châssis séparé.

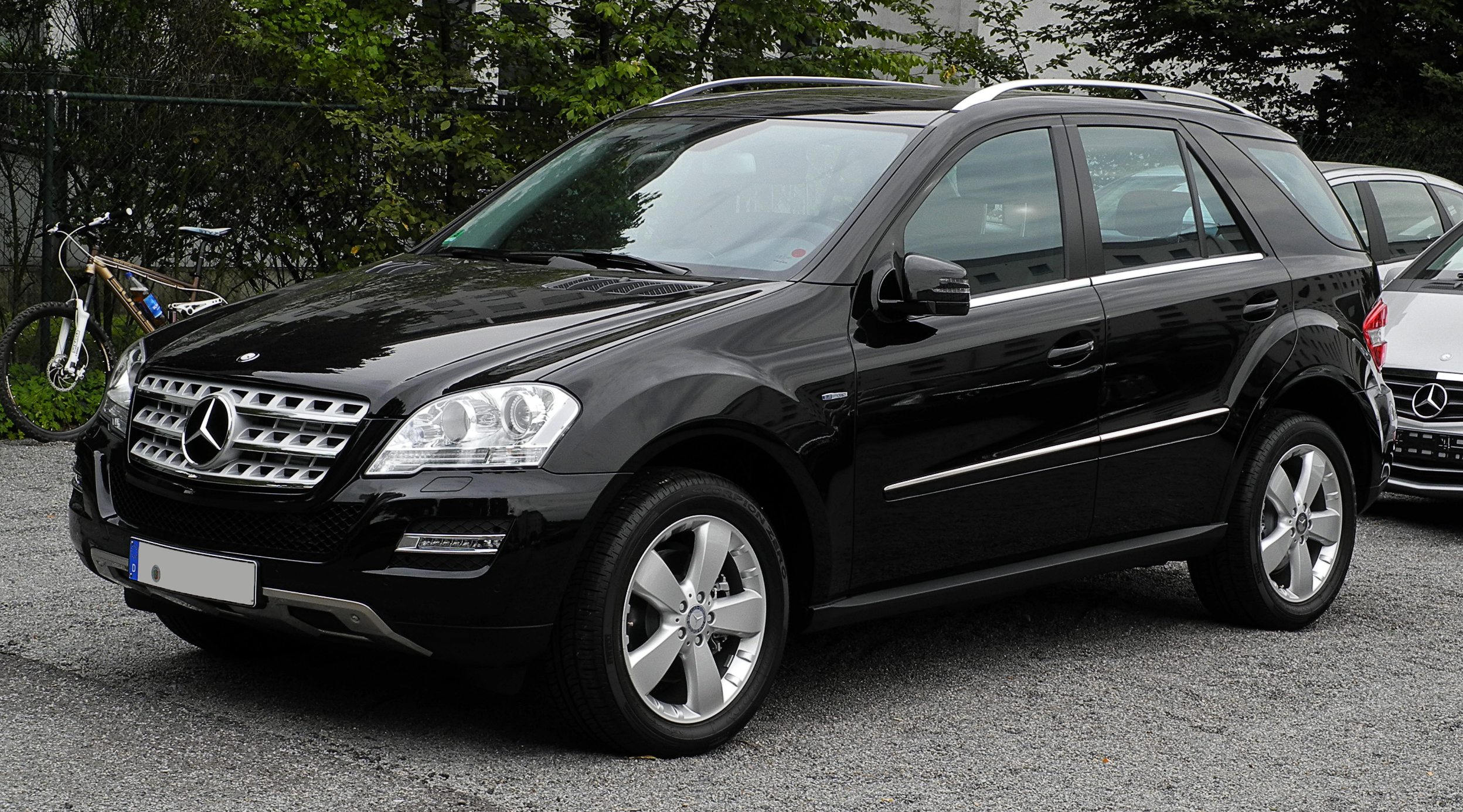
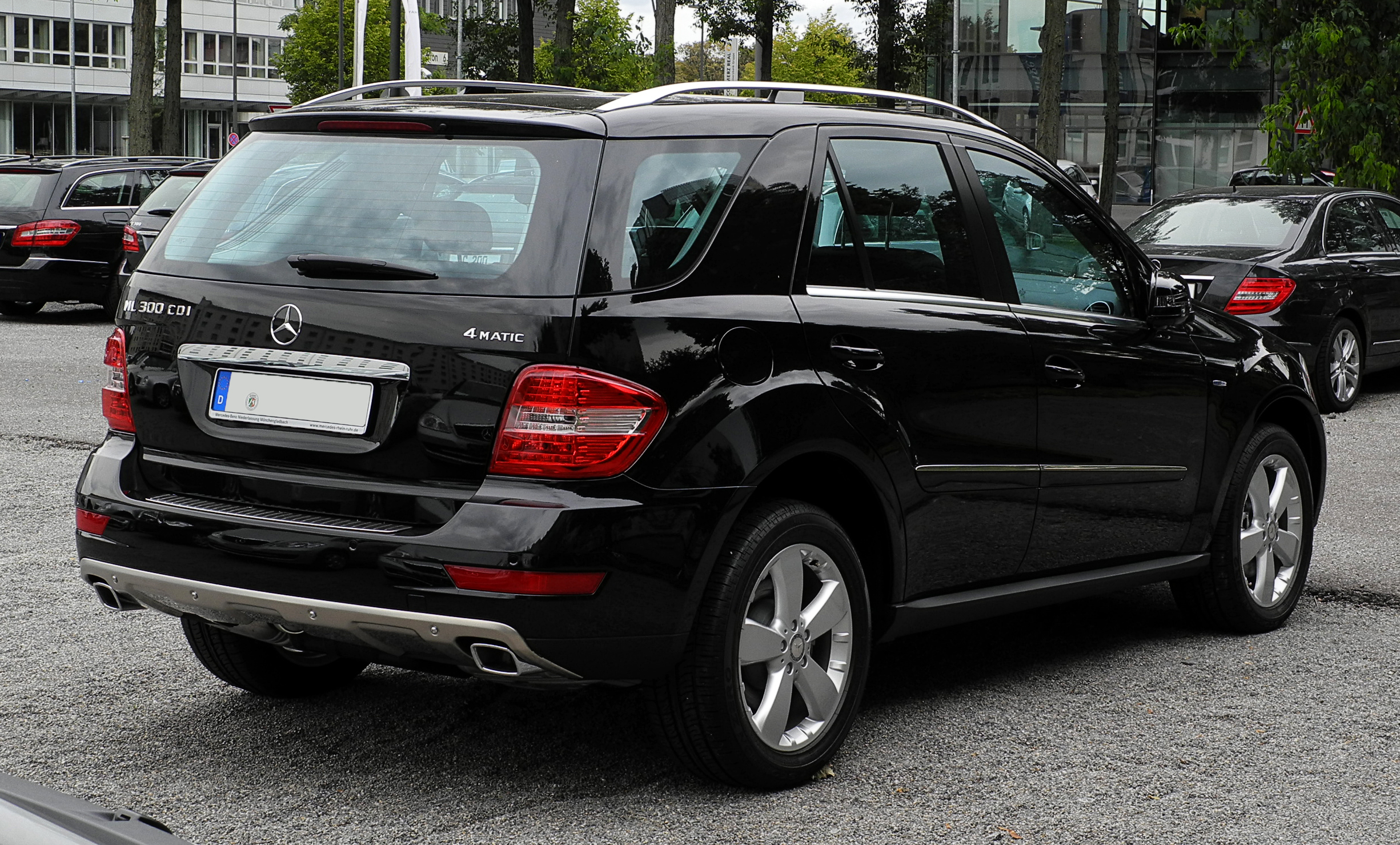

### Phase I
Il fut produit de 2005 à 2008.

### Phase II
Il fut produit de 2008 à 2011.

Les feux arrière deviennent à LED. Un nouveau moteur diesel dénommé Bluetec est annoncé ; il réduit les émissions de CO2 ainsi que les Nox (particules fines nocives pour la santé),,,.

### Versions spécifiques

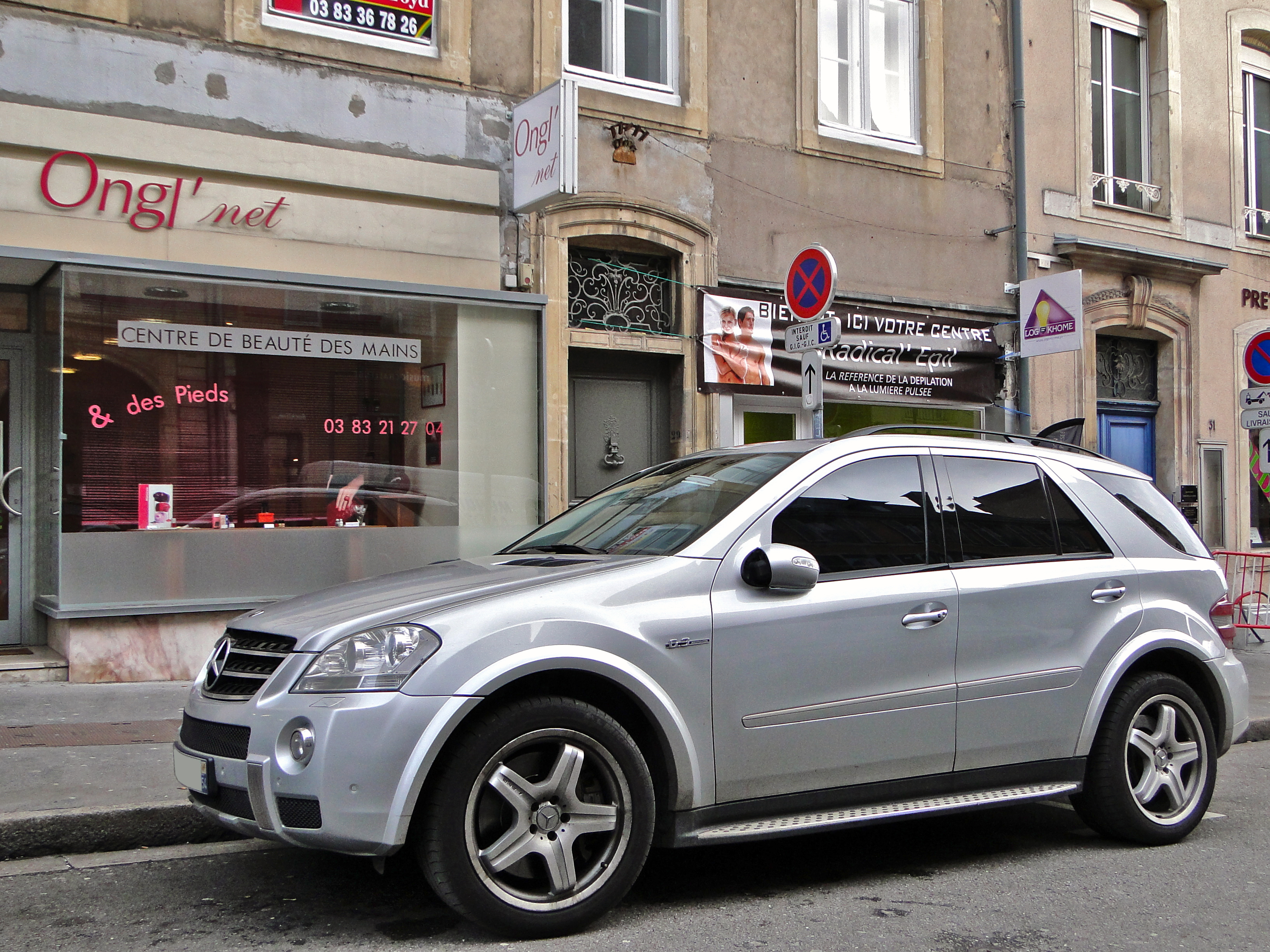
ML 63 AMG.

- W164 - AMG : version sportive de la Classe M.

## 3egénération - Type 166(2011 - 2015)
Le Mercedes-Benz Classe M Type 166 a été produit de novembre 2011 à 2015. Son style est modernisé, il est désormais plus dynamique et plus élégant. Son intérieur est encore plus luxueux, avec l'arrivée de nouveaux coloris et de nouveaux équipements. Ses moteurs ont aussi été renouvelés.
Il propose deux moteurs diesel : un 4 cylindres de 204 chevaux ainsi qu'un V6 de 265 ou 306 chevaux. Ils sont tous associés à la boite automatique à 7 rapports 7G-Tronic. Des versions hybrides sont prévues.
En 2015, Mercedes-Benz revoit de fond en comble les appellations de ses véhicules SUV grâce au concept-car G-Code. Ces véhicules tout-terrain adoptent un nom "GL" accolé avec la lettre provenant de la même catégorie que les berlines (exemple: Le Mercedes-Benz GLA dérive de la Classe A). La Classe M devient ainsi GLE.

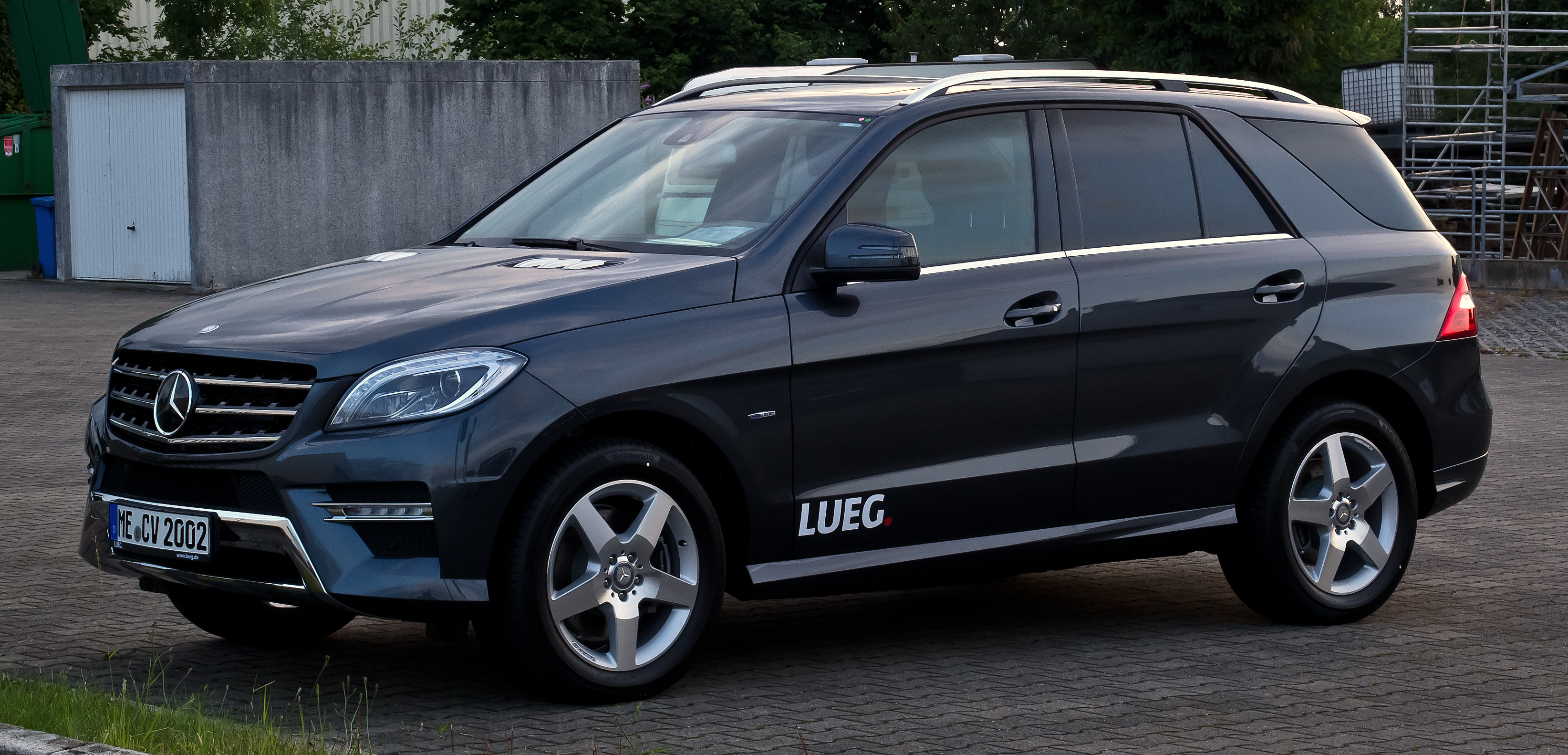
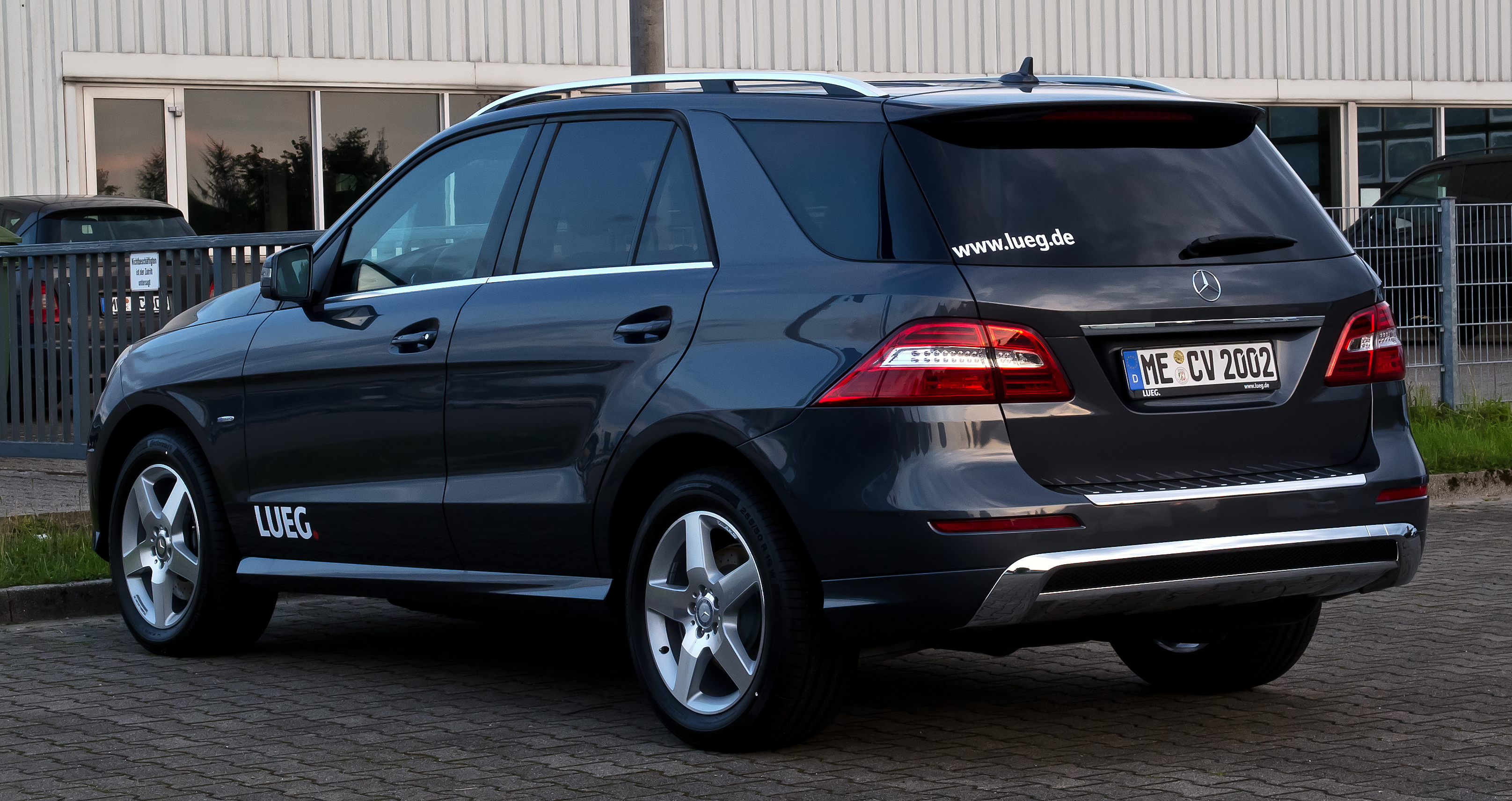

### Versions spécifiques

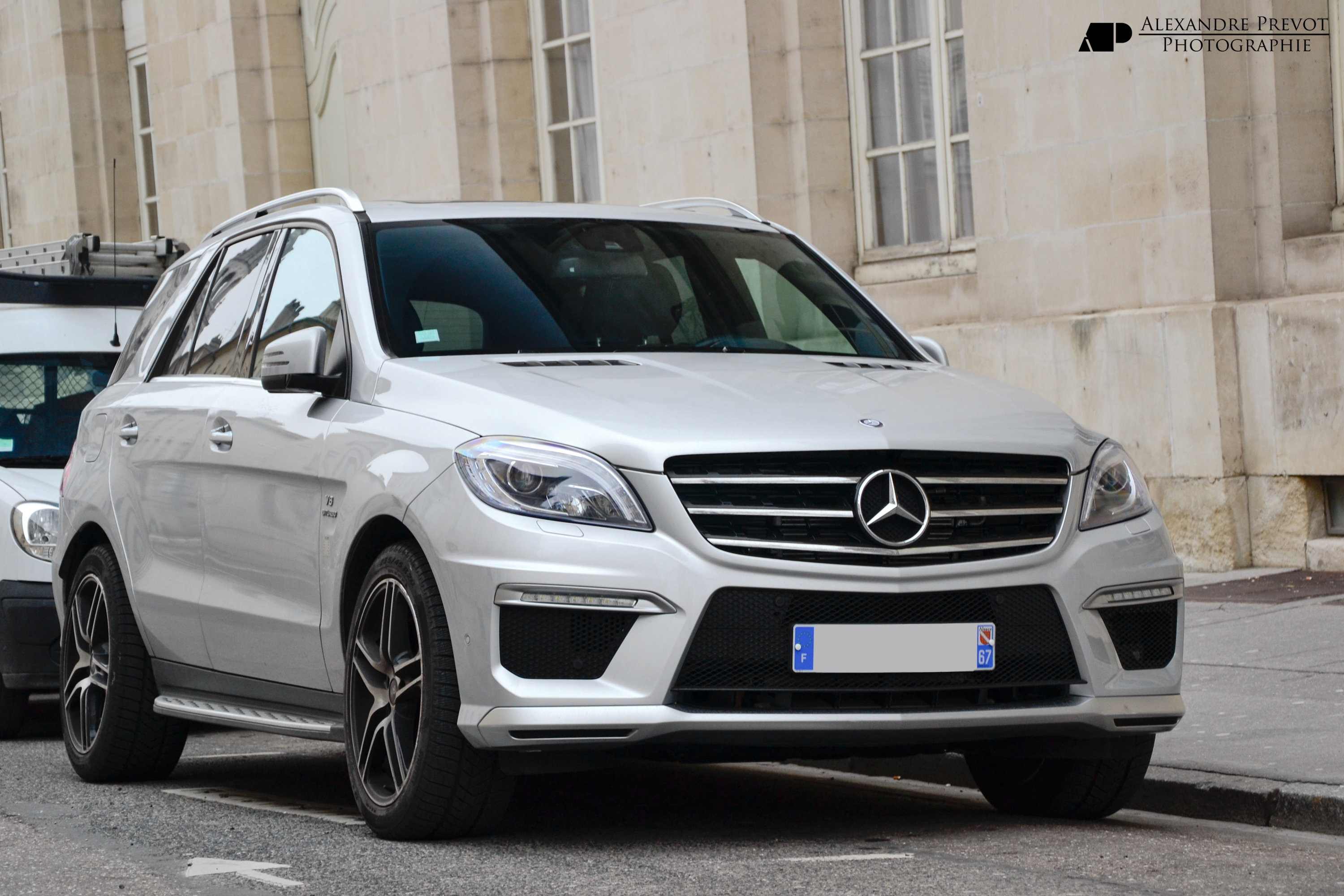
ML 63 AMG.

- W166 - AMG : version sportive de la Classe M.